# Nemzeti Forradalmi Hadsereg
A Nemzeti Forradalmi Hadsereg (egyszerűsített kínai: 国民革命军, tradicionális kínai: 國民革命軍, pinjin: Guómín Gémìng Jūn) a Kuomintang militarista szárnya volt 1925 és 1949 között, valamint 1928-tól, a Koumintang egypárti uralmától  kezdve a Kínai Köztársaság hivatalos hadserege is volt.
A hadsereget eredetileg szovjet segítséggel hozták létre, hogy a párt fel tudja venni a harcot a hadúri seregek ellen. Részben ennek köszönhetően az északi hadjárat során győzelmet aratott az északi hadurak egyesített serege felett. Ezen kívül a Nemzeti Forradalmi Hadsereg harcolt még a hosszú menetelés alatt a kommunista erőkkel, a második kínai–japán háború során a Japán Császári Hadsereggel és a kínai polgárháború idején Mao Ce-tung vörös csapataival.
A második kínai–japán háború idején a Kínai Kommunista Párt egységeit névlegesen a Nemzeti Forradalmi Hadsereg kötelékébe sorolták (azok megtartották külön parancsnokolási rendszerüket), ám a háború vége után nem sokkal minden kapcsolatot megszakítottak velük. Az 1947-es alkotmány megszüntette az egypártrendszert, és az NFH-t átnevezték a Kínai Köztársaság Hadserege (中華民國國軍) névre.

## Története

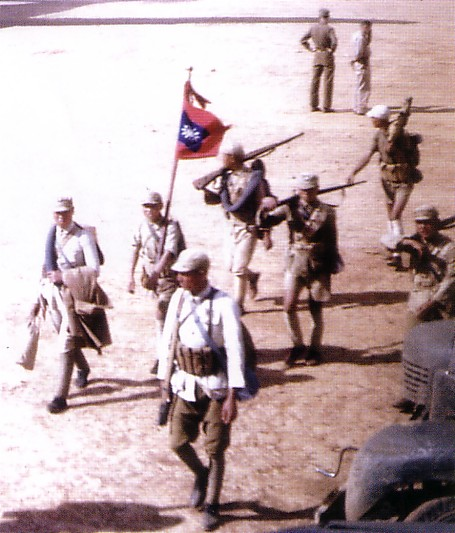
A Nemzeti Forradalmi Hadsereg katonái.

A Nemzeti Forradalmi Hadsereget a Kuomintang hozta létre 1925-ben, hogy kellő fegyveres erővel rendelkezhessen az ország újraegyesítésére. Az újonnan létrejövő sereget a Komintern és a Szovjetunió látta el fegyverzettel, és kiképzésükről szovjet tisztek gondoskodtak, jelentős támogatást nyújtva ezzel a nacionalista kormányzatnak. A hadsereget Szun Jat-szen elvei alapján hozták létre, így a határ a párt, az állam és a hadsereg között gyakran elmosódott. A hadsereg tisztjeinek jelentős részét a szovjet mintára alapított Vampoa Katonai Akadémián képezték, és az iskola első igazgatója, Csang Kaj-sek egyben a hadsereg főparancsnoka is lett 1925-ben. Rajta kívül több más jelentős tiszt is itt szolgált, például Csen Cseng vagy Tu Jün-ming.
A második kínai–japán háború idején a kommunista erők névleg a Nemzeti Forradalmi Hadsereg részévé váltak, ám ennek ellenére folyamatos volt a rivalizálás és egy alkalommal a nacionalista egységek nyíltan megtámadták az Új Negyedik Hadsereget, többezres veszteségeket okozva nekik. Ezen okok miatt az együttműködés széthullott, és a háború befejeztével a kínai polgárháború újraindult. A Hadsereget komolyan érintették a dezertálások, a sorozott katonák fogságba esésük után pedig a kommunisták oldalára álltak. Egy időben a kommunista vezetés azzal tréfálkozott, hogy hadseregük élőerejét a Kuomintang biztosítja, legfőbb fegyverszállítójuk pedig az Amerikai Egyesült Államok. Az 1947-es alkotmány elfogadása után a nevét Kínai Köztársaság Hadseregére módosították, ezzel hivatalosan megszüntetve a hadsereget.

## Szervezet

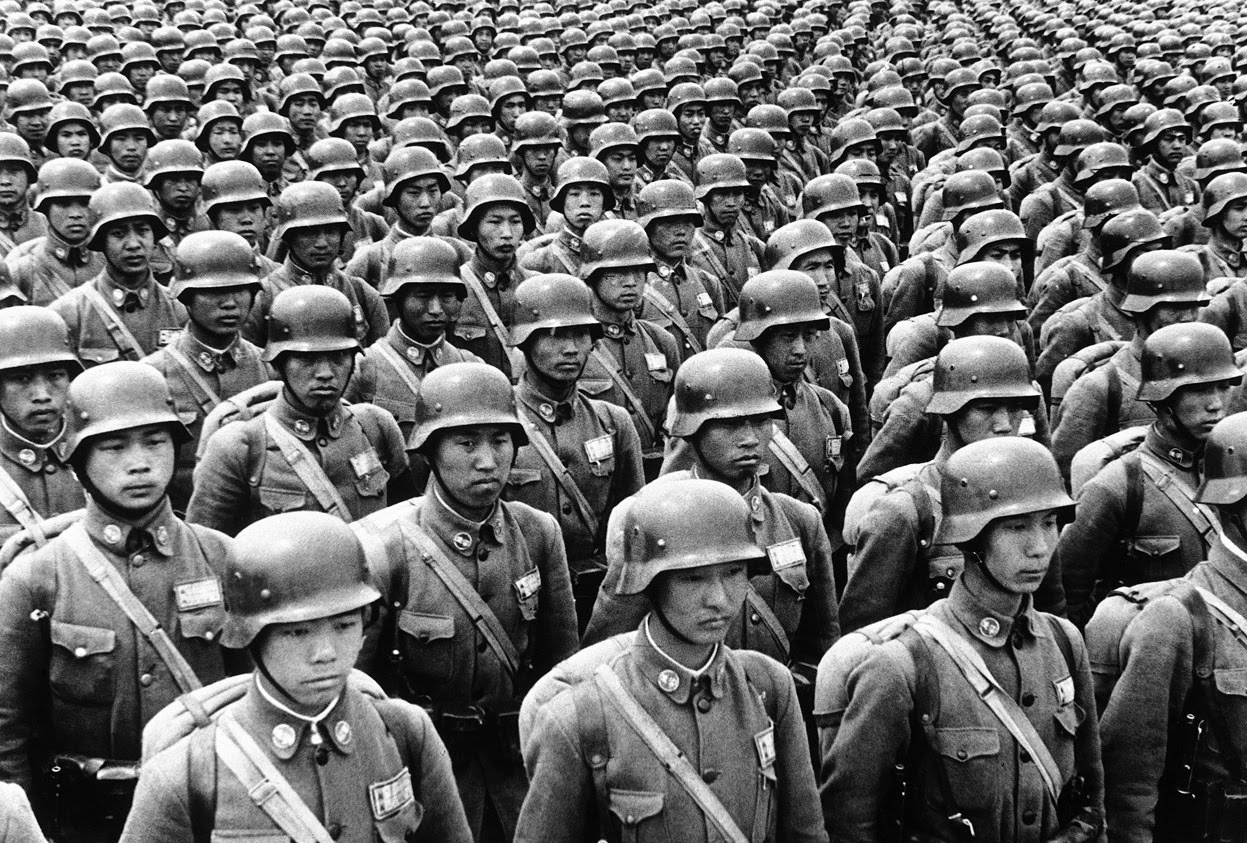
A németek által kiképzett és felszerelt nacionalista katonák.

Működése során a Nemzeti Forradalmi Hadsereg mintegy 4 300 000 katonát mondhatott magáénak 370 szabvány hadosztályban, 46 új hadosztályban, 12 lovassági hadosztályban, 8 új lovassági hadosztályban, 66 ideiglenes hadosztályban és 13 tartalék hadosztályban.  Azonban némelyik hadosztály kettő vagy több korábbi hadosztály újjászervezéséből jött létre és nem mind volt működőképes egyszerre. Ráadásul az „új hadosztályok”, amelyeket a japánok elleni háború elején elvesztett egységek pótlására hoztak létre, elődjeik sorszámát kapták meg, tehát az egyszerre bevethető egységek száma bizonyosan jóval kisebb volt a fentinél. Egy átlagos kínai hadosztály 5–6000 katonából állt, egy hadsereg pedig 10 000–15 000 főből, ami csak egy japán hadosztály létszámának felelt meg.
A Hadsereg kevés páncélozott harcjárművel rendelkezett. 1937-ben, a második kínai–japán háború kezdetén ezek három páncéloshadosztályba voltak szervezve, több ország tankjait és páncélautóit is felvonultatva. Miután ezek a sanghaji- és a nankingi csata folyamán megsemmisültek, a Nemzeti Forradalmi Hadsereg szovjet és olasz páncélosokból hozta létre egyetlen gépesített egységét, a 200. hadosztályt. Ez az egység később Kuanghszi-Csuang Autonóm Területban és Burmában harcolt, sok járművet veszített a japánok ellen és a meghibásodásoknak köszönhetően.
1941-ben Kínának papíron 3,8 milliós hadserege volt, 246 fronthadosztályba és 70 tartalékhadosztályba tömörítve. Ezek közül mintegy negyvenet külföldi fegyverzettel láttak el és német vagy szovjet tanácsadók képezték ki őket. A többi hadosztály ereje messze alulmúlta ezekét, annak köszönhetően, hogy gyengén kiképzettek és rosszul felszereltek voltak. A nacionalista hadsereg a nyugati megfigyelők többségét inkább egy 19. századi hadseregre emlékeztette, semmint egy 20. századi modern haderőre.

## Fordítás
- Ez a szócikk részben vagy egészben  a   National Revolutionary Army című angol Wikipédia-szócikk ezen változatának fordításán alapul.  Az eredeti cikk szerkesztőit annak laptörténete sorolja fel. Ez a jelzés csupán a megfogalmazás eredetét és a szerzői jogokat jelzi, nem szolgál a cikkben szereplő információk forrásmegjelöléseként.